# Овьедо-и-Вальдес, Гонсало Фернандес де
Гонса́ло Ферна́ндес де Овье́до-и-Вальде́с  (исп. Gonzalo Fernández de Oviedo y Valdés; август 1478, Мадрид — 26 июня 1557, Вальядолид) — испанский историк и писатель, чиновник, натуралист и этнограф.

## Биография

### Семья
Его родители Мигель де Собрепенья (Miguel de Sobrepeña) и Хуана де Овьедо (Juana de Oviedo), родился он в Мадриде в августе 1478 года. Семья его происходила из дворян Астурии.

### Юность
Обучался при королевском дворе Изабеллы и Фердинанда, в 13 лет став пажом инфанта дона Хуана. Присутствовал при осаде Гранады в 1492 году, и видел Христофора Колумба до его первого путешествия в Америку, знал его детей, также бывших пажами у дона Хуана. После смерти принца Хуана (4 октября 1497) он отправляется в Италию. В 1498 году находился в Милане в услужении у Лудовико Сфорца; в Мантуа служил у Хуана Борджиа, и с ним ездил по Италии. В 1500 году перебрался в Рим, затем в Неаполь, чтобы служить короля Фадрике. Переправился через пролив в Мессину, Сицилия, и там становится секретарём у Гонсало Фернандеса де Кордова (Gonzalo Fernández de Córdoba), более известного как Великий Капитан, завоевавшего Таранто и захватившего в плен Герцога Калабрии. В Италии получил хорошее образование, знал и ценил античную и итальянскую литературу (Леонардо да Винчи, Тициан, Микеланджело). В 1502 году вернулся в Испанию, проживал в Мадриде, и после смерти королевы Изабеллы вновь оказался при дворе Фердинанда Католика, потом служил у Герцога Калабрии. В 1506 году должен был жениться на Маргарите де Вергара, но она в скором времени умерла, и в следующем году он был назначен государственным нотариусом и секретарём Совета Святой Инквизиции. Ещё через год он женится на Каталине Ривафеча.
Отправился в Индии в 1513 году с экспедицией Педрариасом Давила, назначенного губернатором Золотой Кастилии (Панама, Коста-Рика), и занимал должность «писаря по рудникам и криминальному праву», позже став «ревизором по переплавке золота», заместителем губернатора Педрариаса, губернатором Картахены, алькальдом крепости в Санто-Доминго.
Встречался с королями, вельможами, конкистадорами — Бальбоа, Кортесом и Писарро. Жил в Венесуэле и на Антильских островах (шесть раз за это время он совершал опасные плавания через океан на родину и возвращался назад в Новый Свет), а по возвращении в Испанию в 1532 году назначен Историографом Индий. Особый королевский указ от 15 октября 1532 г. вменял в обязанность всем правителям и должностным лицам посылать ему подробную информацию о новооткрытых землях.

### Идейные противники
Его идейный противник Лас Касас, который, кстати, воспрепятствовал опубликованию в 1548 г. второй части его «Истории», писал, что Овьедо следовало бы начать свой труд с рассказа о том, «как его автор был конкистадором, грабителем и убийцею индейцев, как загонял он их в рудники, в коих оные и погибали». Впрочем, взгляды Овьедо интересны в том смысле, что их разделяло большинство современников, в то время как передовые воззрения Лас Касаса встречали у них недоумение и противодействие.

### Археолог
Он интересовался археологией, в частности наследием римлян в Мадриде, насчитав всего три из таковых свидетельств:
- грубый камень в круглой колоне Мавританских ворот.
- кое-что в Кафедральном соборе Санта-Мария-ла-Реаль-де-ла-Альмудена.
- остатки в Гвадалахарских воротах.

На них находились две латинские буквы P и M, которые он определил как Pompeyo Magno или Máximo — Помпей Великий. Но он не совсем был уверен в этом, добавив, что это могло быть и Publio или Paulo или Papirio. Еще одни буквы S·T·T·L он верно толковал как «могила», поскольку у римлян было обычным писать эпитафии sit tibi terra levis — русский эквивалент которой «Пусть тебе земля будет пухом».

## Произведения
Из числа его произведений наиболее замечательна «Естественная и общая история Индии» — ценный и весьма своеобразный источник сведений об эпохе Великих географических открытий вообще и об экспедиции Орельяны в частности. Хотя огромный труд Овьедо довольно слаб с литературной точки зрения и не отличается ни глубиной мысли, ни широтой воззрений, непреходящее значение его состоит в том, что он создан по горячим следам событий их непосредственным очевидцем и активным участником. В течение всей своей жизни работал над главным произведением — историей открытия и завоевания колоний в Новом Свете. Этот труд носил энциклопедический характер, в нем содержались сведения об основных завоевательных походах и о новых землях: природе, флоре и фауне, населении, его обычаях и образе жизни, об условиях мореплавания. Книга явилась подражанием «Естественной истории» античного автора Плиния Старшего, считавшейся в Древнем Риме энциклопедией естественных и научных знаний. Об этом свидетельствует и название книги Овьедо — «Краткая естественная история Индий», вышедшей в Испании в 1526 г. Написана она на основании личного опыта автора, содержит множество конкретных данных. Автор выступает с позиций апологета испанской колонизации, идеолога всемирной католической монархии. Книга была высоко оценена придворными кругами. Общая концепция «Всеобщей истории…» несколько отличается от первой книги Овьедо. С одной стороны, автор сохранил неизменной свою апологетическую оценку конкисты, с другой — более трезво оценивает не только дворян-конкистадоров, но и священников, монахов, миссионеров. Новым в оценке коренного населения является попытка рассматривать индейский мир не в статике, а в развитии. Автор сравнивает индейцев с людьми античного мира и приходит к выводу, что некоторые их обычаи, которые испанцы считали порочными и греховными, были свойственны также на раннем этапе развития народам Европы. Таким образом, «первый испанский историограф Америки», как называли Овьедо, не отрывал мир индейцев от общего хода мировой истории, пытался вписать его во всемирно-исторический процесс:
- «La General y natural historia de las Indias and Las Quinquagenas de la nobleza de España», состоящая из 50 частей и выходившая частями:
  - La Natural hystoria de las Indias, издана в Толедо (1526), краткая обзорная часть его главного труда. За сто лет её переиздавали 15 раз, и переводили на другие языки: латынь, английский, итальянский (1532). Эта книга стала классикой по этнографии.
  - Первая часть Historia general y natural de las Indias, islas y tierra firme del mar océano вышла в Севильи (1535).

Полное издание появилось в 1851—1855 гг., когда его издала Испанская Академия истории. Его «Всеобщая история…» получила значительное распространение в Европе, была переведена не только на современные языки (итальянский, Giovanni Battista Ramusio, 1550; английский, Richard Eden, 1577), но и на латинский и греческий.

### об Орельяне
Орельяне прямо или косвенно посвящено семь глав «Истории». (О плавании Орельяны Овьедо писал, кроме того, в своем письме итальянскому кардиналу Пьетро Бембо, датированном в Санто-Доминго 20 января 1543 г. Это письмо за незначительным исключением кратко повторяет сведения, содержащиеся в указанных главах его «Истории»). Написаны эти главы в разное время; начиная с декабря 1512 г. и кончая летом 1548 г., на основании личных бесед Овьедо с Орельяной и его соратниками, которые прибыли в Санто-Доминго в ноябре 1542 — январе 1543 гг., то есть сразу же по окончании знаменитого похода, а также на основании ряда утраченных впоследствии документов (писем из Попаяна от 13 августа 1542 г. и из Томебамбы от 3 сентября того же года, письма лиценциата Серрато от 25 января 1547 г. и др.). Таким образом, сведения, которые сообщает об Орельяне Овьедо, значительной мере уникальны и достоверны, но вместе с тем не бесстрастны, не чужды устремлений и противоречий эпохи, личных симпатий и антипатий автора.
Овьедо противоречиво отзывается о путешествии Орельяны, о нем самом; более чем смутно представляет он себе географическую сторону открытия Орельяны. Так, например, неё необъятные пространства, которые пересек Орельяна, Овьедо называет «страной Кито», река Амазонка в его понимании имеет «берега на западе и востоке» и, следовательно, течет u меридиональном направлении, а в своем письме к кардиналу Бембо он даже говорит, что она «родится под Антарктическим полюсом»… И это тем более любопытно, что для своего времени Овьедо был одним из самых сведущих географов.
Документы и хроники, как правило, не сообщают имен рядовых участников даже самых героических предприятий эпохи Великих географических открытий, поэтому тот факт, что Овьедо включил в свою «Историю» перечень всех соратников Орельяны, имена которых он смог узнать («… было бы несправедливо, — пишет он. — предать забвению и умолчать об этих именах»), свидетельствуют о том поистине потрясающем впечатлении, которое произвело на современников путешествие Орельяны. В списке Овьедо — 54 человека (фактически — 53, так как, если верить Медине, одного участника плавания он называет дважды — под разными именами), но список этот, по словам того же Овьедо, неполон, "ибо с Орельяной на судне отправилось людей больше, чем здесь было перечислено, имена же их позапамятовались. По Карвахалю. с Орельяной отправилось 57 испанцев, Гомара, а за ним и Гарсиласо де ла Вега, сообщает, что их было «не более пятидесяти». Эррера их число определяет в 60.
Овьедо пишет о первом путешествии Орельяны, как об «одном из величайших дел, когда-либо совершенных людьми», а в письме к кардиналу Бембо, как о "случае, который являет собой не меньшее чудо, чем то, кое произошло с сим кораблем «Виктория» («Виктории» — единственному из кораблей Магеллана удалось достичь берегов Испании и тем самым завершить первое кругосветное плавание), то есть сравнивает его с кругосветным плаванием Магеллана.

### о Гонсало Писарро
Овьедо, первым описавший поход Гонсало Писарро в страну Корицы, был несравненно менее осведомлен о нем, нежели Сарате, Гомара, Гарсиласо де ла Вега и другие хронисты, которые, хотя и писали об этом походе позже — после смерти Гонсало Писарро, но, живя в Перу, могли обращаться за сведениями непосредственно к его бывшим соратникам (в этом — одна из причин их симпатии к Гонсало Писарро и антипатии к Орельяне).

### Другие его произведения

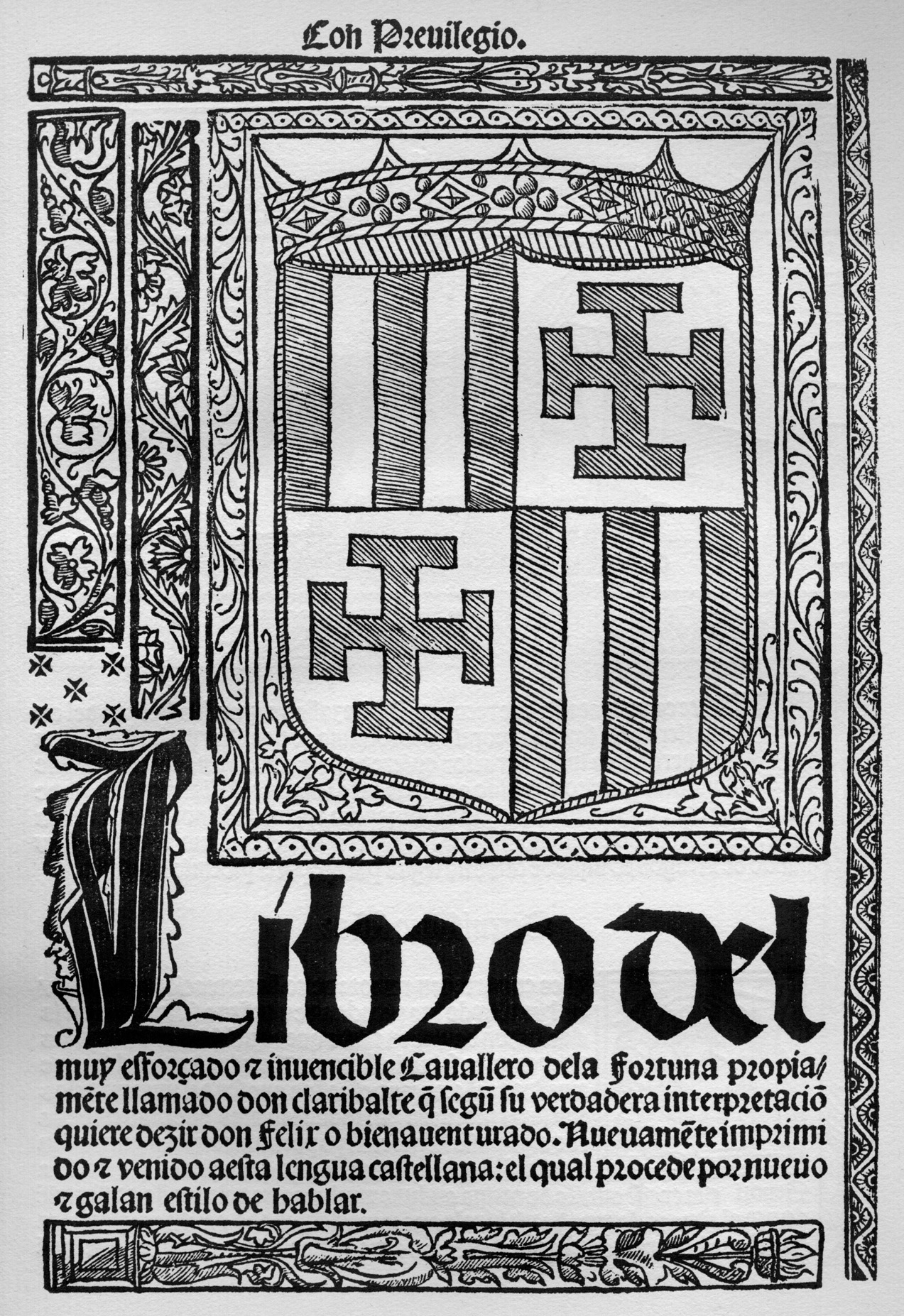
Титульный лист «Libro de Don Claribalte», Валенсия 1519 г.

- Libro del muy esforçado e invencible caballero de la fortuna propiamente llamado Don Claribalte (1519) — рыцарский романс, посвященный герцогу Калабрии.
- Bestiario de Indias, созданное для информирования Карла V о животном мире в новых владениях Испанской короны (1522).
- «Quinquagenas de los Reyes, Duques, Caballeros y personas notables de España o Quinquagenas de la nobleza de España» (1555), то есть «Воспоминания за 50 лет», работа по генеалогии, содержащая уникальные сведения о биографиях, геральдике, анекдотах из жизни кастильской знати Средних веков и эпохи Возрождения.
- Libro de la cámara real del príncipe D. Juan e officios de su casa e servicio ordinario — изданная в 1870 году в Мадриде — рассказ о инфанте Доне Хуане.
- Libro de los infortunios y naufragios (1535).
- Libro del blasón.
- Historia de Nicaragua — неиздана.
- Catálogo real de Castilla — неиздано.
- Relación de lo subcedido en la prisión del rey Francisco de Francia — неиздано.
- Libro de linajes y armas — неиздано.
- Laberinto de amor — его перевод «Il corbaccio о labirinto d’amore» (Лабиринт любви) Джованни Бокаччо — едкого памфлета на женщин.
- Tratado del palo Guayacán y del palo Santo como antídoto contra la sífilis.
- Navegación del río Marañón.

А также он осуществил некоторые переводы и летописи, которые в своих трудах использовал Вильям Хиклинг Прескотт (William H. Prescott).